# Buchsgau

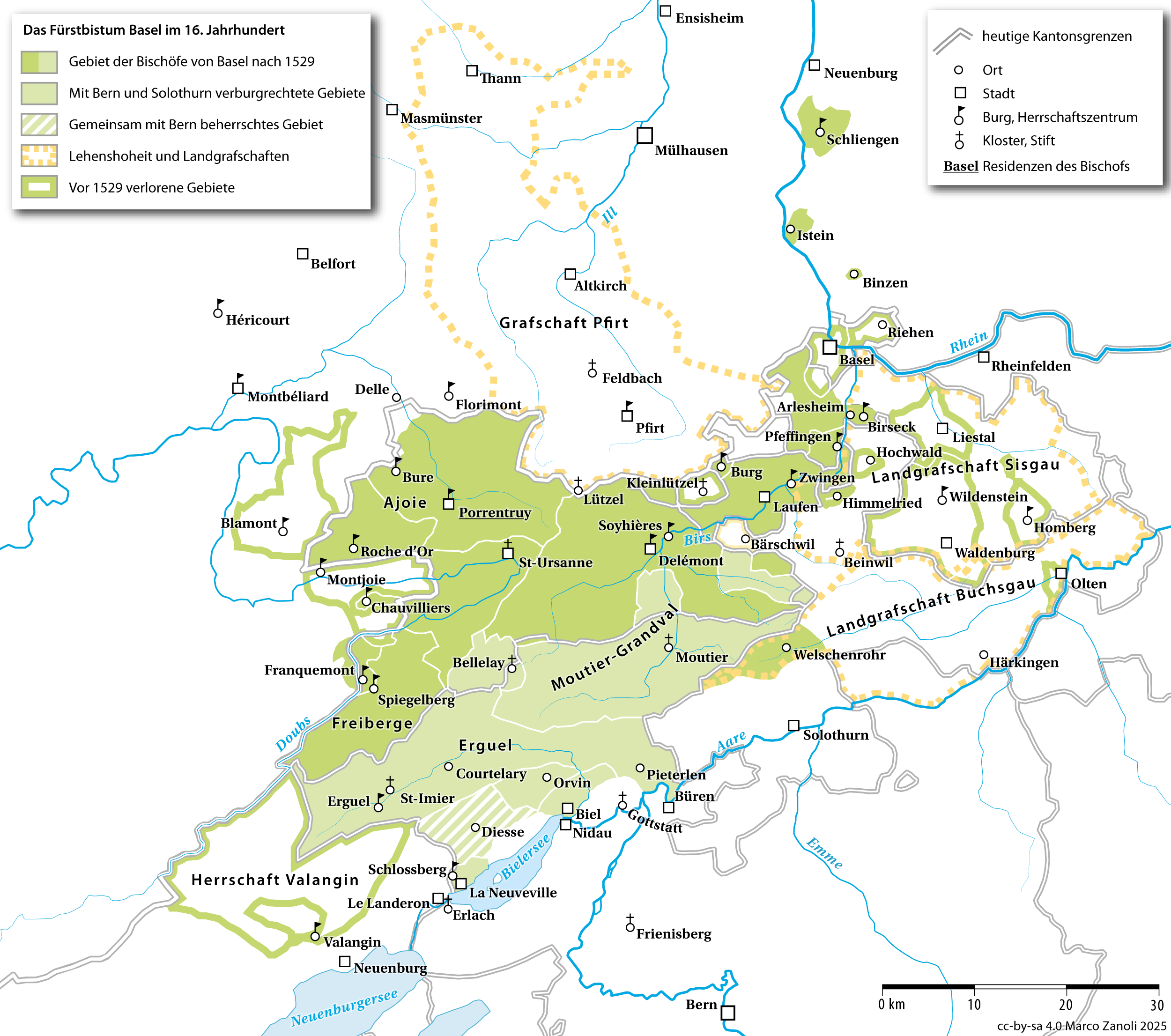
Das weltliche Herrschaftsgebiet der Bischöfe von Basel im 16. Jahrhundert

Der Buchsgau ist eine historische Schweizer Landschaft, die heute zum grossen Teil zum Kanton Solothurn (Amteien Thal-Gäu und Olten-Gösgen (Niederamt)) und zu einem kleinen Teil zum Kanton Bern (Bipperamt) gehört.

## Weltlich
Der historische Buchsgau entstand aus dem alten Augstgau, der ein Gebiet zwischen Rhein und Aare östlich der Siggern (bei Solothurn) umfasste und später in die Teile Frickgau, Sisgau, Sornegau und Buchsgau zerfiel. Dieser lag am linken Ufer der Aare und erstreckte sich von der Siggern bis zum Erzbach (bei Erlinsbach). Im Norden lag die Gaugrenze auf der Wasserscheide im Jura; daraus haben sich später teilweise die heutigen Kantonsgrenzen gebildet.
Zum Buchsgau gehörten das Bipperamt, Balsthal-Thal und Langenbruck, das solothurnische Gäu, das Gebiet von Olten und der Hauptteil des späteren Bezirks Gösgen.
Im Jahre 1080 erhielt Burkhard von Fenis, Bischof von Basel, von Heinrich IV. die Belehnung mit dem Buchsgau. Der Bischof belehnte seinerseits den Grafen von Frohburg mit dem Amt des Landgrafen im Buchsgau. Mehr als sechshundert Jahre blieb der Fürstbischof von Basel Oberlehnsherr der Landgrafschaft Buchsgau.
Die Frohburger übten im Buchsgau, in dem sie auch über grossen Eigenbesitz verfügten, lange Zeit die landgräflichen Rechte aus. Auf dem Höhepunkt ihrer Macht um 1200 gründeten sie mehrere Städte als wirtschaftliche Zentren in diesem Gebiet, zum Beispiel Olten, Klus, Aarburg und das um 1375 von den Guglern zerstörte Fridau auf dem heutigen Gemeindegebiet von Fulenbach. Nach dem Aussterben der Frohburger 1336 fiel der Buchsgau an Graf Rudolf IV. von Nidau, der 1375 im Kampf gegen die Gugler fiel. Danach kam die Landgrafschaft an Graf Sigmund II. von Thierstein-Farnsburg.
Mit dem Niedergang des Adels im 14. Jahrhundert und dem Erstarken der Städte kamen immer mehr Gebiete des Buchsgaus unter den Einfluss von Bern und Solothurn. Mit dem Einverständnis des Fürstbischofs einigten sich die beiden Städte dahingehend, dass Solothurn im Thal allein und im Gäu mit Bern zusammen die Landgrafschaft ausübte. 1460 forderte Bern eine vollständige Teilung der gemeinen Herrschaft im westlichen Teil des Buchsgaus. Solothurn wurde 1463 Herr über das Gäu, Bern über das Bipperamt. Die Herrschaft Gösgen hatte Solothurn bereits im Jahr 1458 von Thomas von Falkenstein gekauft.
Solothurn kaufte sich am 25. September 1669 für 20 000 Gulden von der landgräflichen Oberlehnsherrlichkeit des Fürstbischofs von Basel los.

## Kirchlich
Die Anfänge des Dekanats Buchsgau des Bistums Basel sind nicht bekannt. Im 19. Jahrhundert zählte es 37 Pfarreien mit 33 000 Katholiken und war damit das grösste Dekanat der Schweiz. 1915 wurden die 19 Pfarreien von Hägendorf bis Erlinsbach abgespaltet und aus ihnen das Dekanat Niederamt gebildet. Dem Dekanat Buchsgau verblieben seither im Wesentlichen  die solothurnischen (staatlichen) Bezirke Gäu und Thal.
2018 wurde das Dekanat aufgelöst und in den gleichnamigen (Kirchen-)Bezirk umgewandelt, der die Pastoralräume Dünnernthal, St. Wolfgang im Thal und Gäu umfasst.